# Villiers-le-Duc
Villiers-le-Duc is een gemeente in het Franse departement Côte-d'Or (regio Bourgogne-Franche-Comté) en telt 103 inwoners (2009). De plaats maakt deel uit van het arrondissement Montbard.

## Geografie
De oppervlakte van Villiers-le-Duc bedraagt 118,0 km², de bevolkingsdichtheid is dus 0,9 inwoners per km².
De onderstaande kaart toont de ligging van Villiers-le-Duc met de belangrijkste infrastructuur en aangrenzende gemeenten.

## Demografie
Onderstaande figuur toont het verloop van het inwonertal (bron: INSEE-tellingen).